# Bolívia a 2018. évi téli olimpiai játékokon
Bolívia a dél-koreai Phjongcshangban megrendezett 2018. évi téli olimpiai játékok egyik részt vevő nemzete volt. Az országot az olimpián 2 sportágban 2 sportoló képviselte, akik érmet nem szereztek.

## Alpesisí
Férfi
| Versenyző                    | Versenyszám            | 1. futam | 1. futam | 2. futam | 2. futam | Összesítés | Összesítés |
| Versenyző                    | Versenyszám            | Idő      | Hely.    | Idő      | Hely.    | Idő        | Helyezés   |
| ---------------------------- | ---------------------- | -------- | -------- | -------- | -------- | ---------- | ---------- |
| Simon Breitfuss Kammerlander | Lesiklás               |          |          |          |          | 1:47,87    | 47.        |
| Simon Breitfuss Kammerlander | Óriás-műlesiklás       | 1:16,27  | 52.      | 1:15,98  | 44.      | 2:32,25    | 43.        |
| Simon Breitfuss Kammerlander | Műlesiklás             | 54,66    | 40.      | 55,76    | 31.      | 1:50,42    | 32.        |
| Simon Breitfuss Kammerlander | Szuperóriás-műlesiklás |          |          |          |          | 1:31,69    | 45.        |

| Versenyző                    | Versenyszám | Lesiklás | Lesiklás | Műlesiklás    | Műlesiklás    | Összesítés    | Összesítés    |
| Versenyző                    | Versenyszám | Idő      | Hely.    | Idő           | Hely.         | Idő           | Helyezés      |
| ---------------------------- | ----------- | -------- | -------- | ------------- | ------------- | ------------- | ------------- |
| Simon Breitfuss Kammerlander | Összetett   | 1:22,94  | 49.      | nem ért célba | nem ért célba | nem ért célba | nem ért célba |

## Sífutás
Távolsági
Férfi
| Versenyző            | Versenyszám | Idő     | Helyezés |
| -------------------- | ----------- | ------- | -------- |
| Timo Juhani Grönlund | 15 km       | 43:18,4 | 101.     |